# メオプタのカメラ製品一覧
メオプタのカメラ製品一覧はメオプタがこれまでに生産して来たカメラ製品の一覧である。

## 120フィルム使用カメラ

### 6x6cm判二眼レフカメラ
- フレクセッテ（Flexette ）
- オートフレックス（Autoflex ）
- オプティフレックス（Optiflex ）
- フレクサレットI（Flexaret I ）　レンズは３群３枚トリプレット型ベラー８０mmF3.5、フィルム送りは赤窓式。このシリーズは写りはいいが逆光に弱い。
- フレクサレットII（Flexaret II ）
- フレクサレットIIa（Flexaret IIa ） - メーカー刻印がオプチコテクナからメオプタに変わった。
- フレクサレットIII（Flexaret III ）
- フレクサレットIIIa（Flexaret IIIa ） - シンクロ装備。
- フレクサレットIV（Flexaret IV ）
- フレクサレットIVa（Flexaret IVa ） - これ以降のモデルは付属のアダプターによって、35mmフィルムも使用できる。
- フレクサレットV（Flexaret V ） - レンズは3群4枚テッサー型のベラー80mmF3.5。
- フレクサレットVa（Flexaret Va ）
- フレクサレットVI（Flexaret automat VI ） -フィルム送りがオートマットに。また、張り革が黒からグレーへ変更された。[1]
- フレクサレットスタンダード（Flexaret Standart ） -セルフコッキングや自動巻き止めを省き、赤窓式とした廉価版。
- フレクサレットVII（Flexaret automat VII ） -多重露光が可能になった。さらにフレネルレンズが装備された事で、ファインダーが明るくなった。しかしシャッター構造の複雑化や、加工精度の低下などにより、故障の多いカメラになってしまった。

### 6x6cm判折りたたみカメラ
- ミローナ（Milona ）

## 135フィルム使用カメラ

### オペマシリーズ
レンズ交換式カメラ。24×32mm判。コピーライカに分類されることが多いが可能な限り独自機構としてあり機構上の共通点はほとんどない。裏蓋は脱着可能。フィルム巻き上げ、巻き戻しともノブ式。駒間隔は非常に狭く、フィルムカウンターは45まである。シャッター速度はB、1/25〜1/500秒。

#### オペマボディー
- オペマII（Opema II 、1949年発売[2]） - レンジファインダーカメラ。ファインダーは距離計と一体。
- オペマI（Opema I 、1949年発売）- オペマII発売直後にレンジファインダーを省略した簡易型として発売された。

#### オペマ用レンズ
マウントはライカマウントに似ているがφ38mmピッチ1mmで互換性はない。
- ラルゴル（Largor ）30mmF6.8 - 距離計非連動。
- オペナー（Openar ）45mmF2
- ベラー（Belar ）45mmF2.8
- ベラー45mmF3.5 - アタッチメントはφ36mmカブセ。
- テレミラー（Tele-Mirar ）90mmF4.5
- テレミラー135mmF4.5
- テレックス（Telex ）180mmF6 - 距離計非連動。アタッチメントはφ36mmカブセ。

### レンズ固定式カメラ
- オプティネタ（Optineta ）
- エタレタ（Etareta ）-ＥＴＡという会社が製造したカメラであるが、メオプタが販売していた。[3]
- ステレオ35（Stereo 35 ） - ステレオカメラ。

## 16mmフィルム使用カメラ
ミクロマシリーズ。
- ミクロマI（Mikroma I ）
- ミクロマII（Mikroma II ） - レンズはミラール（Mirar ）20mmF3.5固定。
- ステレオミクロマ（Stereo Mikroma ）

## シートフィルム使用カメラ
- マグノラ（Magnola ） - 13x18cm判。